# Harman-Ising Productions
Harman-Ising Productions è stato uno studio di animazione statunitense fondato da Hugh Harman e Rudolf Ising nel 1929 e noto per aver creato le serie di cortometraggi d'animazione Looney Tunes e Merrie Melodies, che produsse per Leon Schlesinger fino al 1933. Dopo che Schlesinger fondò un proprio studio di animazione, la Harman-Ising produsse la serie di cortometraggi Happy Harmonies per la Metro-Goldwyn-Mayer fino al 1938.

## Biografia

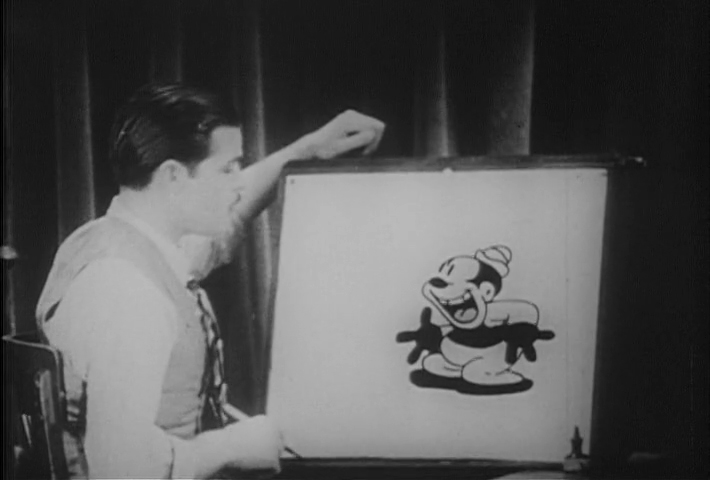
Rudolf Ising e un fermo immagine dal cortometraggio Bosko, the Talk-Ink Kid.

### Hugh Harman
Hugh Harman (Pagosa Springs, 31 agosto 1903 – Los Angeles, 25 novembre 1982) ha iniziato la sua carriera nell'animazione lavorando per Walt Disney. È stato coinvolto nella creazione dei primi cortometraggi animati di Oswald il coniglio fortunato. In seguito, insieme a Rudolf Ising, ha collaborato con vari studi prima di fondare il proprio studio, la Harman-Ising Productions.  Nel 1920, insieme a Rudolf Ising, ha contribuito alla creazione di cortometraggi animati. Nel 1929, i due hanno fondato lo studio d'animazione Harman-Ising Productions, dove hanno creato diversi cartoni animati di successo, tra cui i primi cortometraggi di Looney Tunes per la Warner Bros. Nel 1939 Harman creò il suo capolavoro, Pace in terra, che venne nominato per un Oscar al miglior cortometraggio d'animazione. Harman ha lavorato anche con MGM dopo aver lasciato la Warner Bros. Successivamente, Harman ha lavorato con la MGM, dove ha continuato a produrre serie animate di successo, come The Captain and the Kids. È stato un innovatore nel campo dell'animazione e ha avuto un impatto significativo sull'industria cinematografica animata.

### Rudolf Ising
Rudolf Carl Sr. Ising (Kansas City, 7 agosto 1903 – Newport Beach, 18 luglio 1992) ha iniziato la sua carriera nell'animazione negli anni '20, lavorando con Hugh Harman. Insieme, hanno contribuito allo sviluppo e alla produzione di cortometraggi animati. Nel 1929, Harman e Ising hanno fondato lo studio d'animazione Harman-Ising Productions. Dopo aver co-fondato la Harman-Ising Productions, hanno creato diversi cortometraggi di successo, incluso il primo cartone animato a colori della Warner Bros., Bosko, the Talk-Ink Kid. Questo studio ha prodotto una serie di cortometraggi di successo, inclusi i primi cortometraggi di Looney Tunes per la Warner Bros. Successivamente, Ising ha lavorato con la MGM, dove ha contribuito alla creazione di serie animate come Happy Harmonies e ha supervisionato la produzione di alcuni dei primi cartoni animati di Tom & Jerry. Ising è stato un importante innovatore nel campo dell'animazione e ha contribuito a plasmare l'industria animata con il suo lavoro creativo e la sua visione innovativa. La sua eredità nell'animazione rimane significativa nella storia del cinema animato americano.

### Inizi

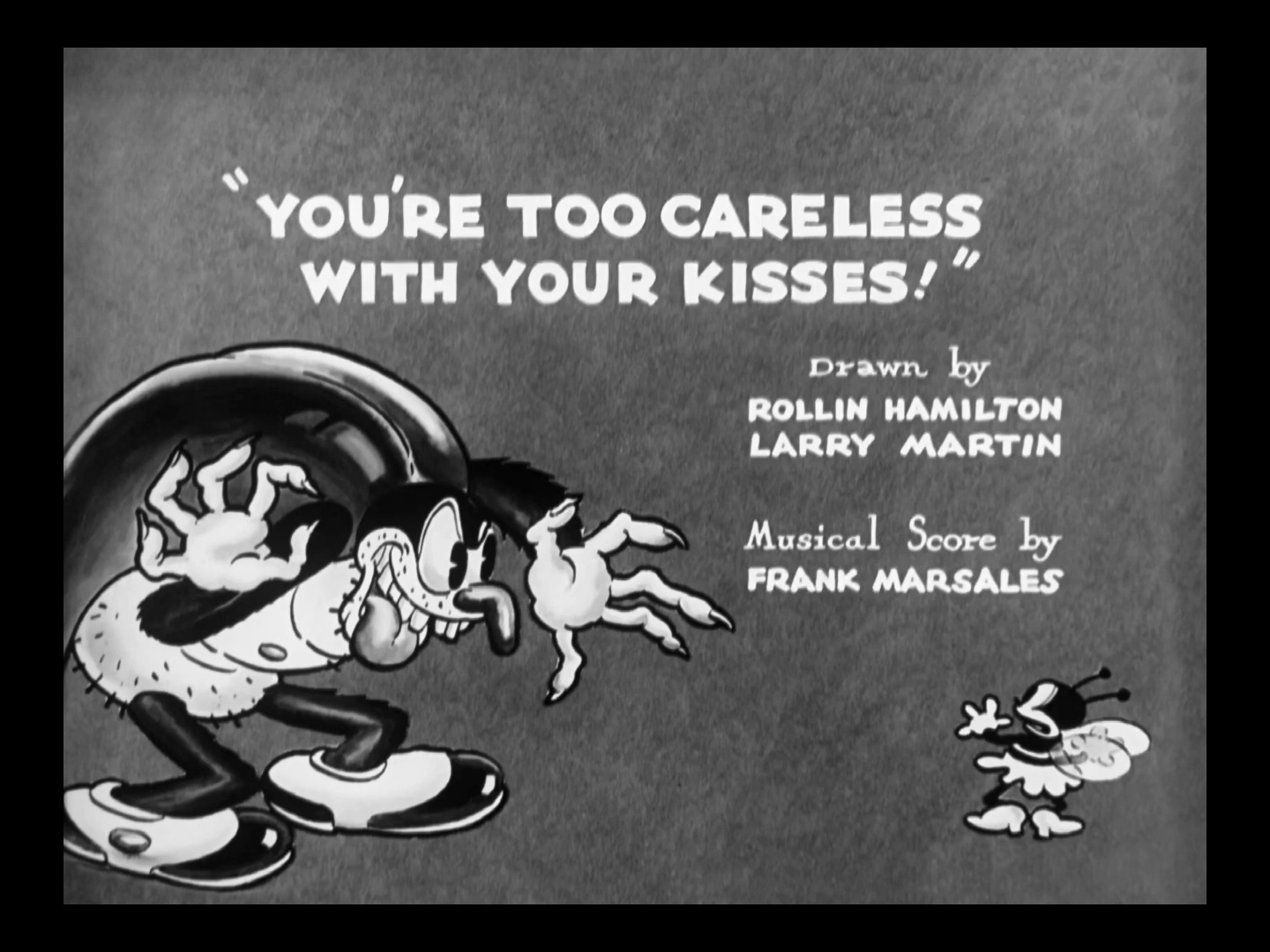
Un frame dell'intertitolo di You're Too Careless with Your Kisses!, un cortometraggio animato tradizionale americano parte della serie Merrie Melodies (1932).

Harman e Ising iniziarono a lavorare all'animazione nei primi anni venti presso il Laugh-O-Gram Studio di Walt Disney a Kansas City (Missouri). Quando Disney trasferì le operazioni in California, Harman, Ising e il loro collega animatore Carman Maxwell restarono indietro per cercare di avviare un loro studio. Tuttavia i loro piani non andarono da nessuna parte, e gli uomini ben presto raggiunsero Disney per lavorare sulle sue Alice Comedies e sulla serie di Oswald il coniglio fortunato. Fu durante questo periodo che Harman e Ising svilupparono uno stile di disegno dei cartoni animati che in seguito sarebbe stato strettamente associato a Disney. 
Quando il produttore Charles Mintz concluse la sua collaborazione con Disney, Harman e Ising andarono a lavorare per Mintz, il cui cognato, George Winkler, istituì un nuovo studio d'animazione per produrre i cartoni di Oswald. I corti di Oswald che Harman e Ising produssero nel 1928 e nel 1929 mostrano già il loro stile inconfondibile, che poi avrebbe caratterizzato il loro lavoro sulle serie animate Looney Tunes e Merrie Melodies per la Warner Bros. Ad esempio, in Sick Cylinders (1929) ci sono sequenze che furono poi rifatte strettamente in tali lavori di Harman e Ising per la Warner Bros. come Sinkin' in the Bathtub (1930) e Bosko's Holiday (1931). I corti di Oswald su cui Harman e Ising lavorarono sono completamente diversi da quelli prodotti prima e dopo Disney, e possono essere facilmente distinti da chiunque abbia familiarità con il loro lavoro. Verso la fine del 1929 la Universal Pictures, che possedeva i diritti di Oswald, iniziò il proprio studio d'animazione guidato da Walter Lantz, sostituendo Mintz e costringendo Harman e Ising senza lavoro.

## Warner Bros. e Van Beuren
Harman e Ising aspiravano da tempo ad avviare un loro studio, e avevano creato e protetto da copyright il personaggio dei cartoni animati Bosko nel 1928. Dopo aver perso il posto di lavoro presso lo studio di Winkler, Harman e Ising finanziarono un cortometraggio di dimostrazione di Bosko intitolato Bosko, the Talk-Ink Kid. Il cartone animato, che vedeva Bosko in contrasto con il suo animatore (interpretato dal vivo da Ising), impressionò Leon Schlesinger, che abbinò Harman e Ising con la Warner Bros. Schlesinger voleva che il personaggio di Bosko diventasse protagonista di una nuova serie di cartoni animati intitolata Looney Tunes (il titolo è una parodia delle Sinfonie allegre di Walt Disney). La coppia produsse Sinkin' in the Bathtub nel 1930, e il cartone animato ebbe successo. Harman assunse la direzione dei Looney Tunes con protagonista il personaggio, mentre Ising creò una serie sorella chiamata Merrie Melodies che consisteva di storie e personaggi singoli.
I due animatori ruppero i legami con Schlesinger nel 1933 per controversie di budget con il produttore avaro, e andarono ai Van Beuren Studios, che facevano cartoni per la RKO Radio Pictures. Lì venne loro offerto un contratto per la produzione della serie di cartoni animati di Cubby Bear. Harman e Ising produssero due cartoni animati per questa serie che vennero effettivamente distribuiti. Questi corti mostrano il loro stile distintivo e si distinguono dal resto della serie, che era mal animata. Harman e Ising erano nel bel mezzo della produzione di un terzo cartone animato quando sorse una controversia contrattuale. La coppia lasciò Van Beuren, ma tenne il cartone animato completato e lo distribuì infine nel 1940.

## MGM
Harman e Ising avevano mantenuto i diritti sul personaggio di Bosko, e firmarono un contratto con la MGM per avviare una nuova serie di cortometraggi di Bosko nel 1934. I due mantennero la stessa divisione di compiti che avevano usato alla Warner Bros.: Harman lavorava sui cortometraggi di Bosko, e Ising dirigeva quelli singoli. Cercarono anche, senza successo, di creare nuove stelle dei cartoni per i loro nuovi distributori. I loro cartoni animati, anche se tecnicamente superiori a quelli che avevano fatto per Schlesinger, erano ancora cortometraggi basati sulla musica, con poca o nessuna trama. Quando la nuova serie Happy Harmonies superò significativamente il budget nel 1937, la MGM licenziò Harman e Ising e stabilì il suo studio guidato da Fred Quimby.
Harman e Ising trovarono ancora lavoro come animatori freelance, dirigendo, ad esempio, la serie delle Sinfonie allegre per la Disney nel 1938. Quando Disney in seguito si rimangiò un accordo che aveva fatto per altri due corti Harman-Ising, gli animatori vendettero i cartoni animati a Quimby alla MGM. Quimby più tardi accettò di riassumere gli animatori allo studio. Ising creò quindi il personaggio di Barney Bear per la MGM, basandone parzialmente il carattere sonnolento su sé stesso. Nel 1939 Harman creò il suo capolavoro, Pace in terra, un racconto morale pessimistico su due scoiattoli alla scoperta dei mali dell'umanità, che venne nominato per un Oscar al miglior cortometraggio d'animazione. L'anno seguente, La via lattea di Ising diventò il primo film non-Disney a vincere effettivamente il premio. Nonostante il successo di questi e altri cartoni animati, la produzione MGM di Harman e Ising rimase bassa.
Nel 1941 Harman lasciò la MGM e iniziò un nuovo studio con il veterano Disney Mel Shaw. I due rilevarono il vecchio studio di Ub Iwerks a Beverly Hills, dove crearono film di addestramento per l'esercito. Nel 1942 anche Ising lasciò la MGM, nel suo caso per entrare nell'esercito.

## Ultimo periodo
Nel 1951 Harman e Ising erano tornati insieme e facevano film commerciali come Good Wrinkles (1951), realizzato per l'industria californiana delle prugne.
Nel 1960 la Harman-Ising produsse il suo ultimo lavoro, un episodio pilota per una serie TV animata intitolato The Adventures of Sir Gee Whiz on the Other Side of the Moon. Il pilota invenduto per la serie mai prodotta venne profilato nel sesto episodio di Cartoon Dump. Ising era la voce di Sir Gee Whiz.
Dopo una lunga malattia, Hugh Harman morì il 25 novembre 1982, all'età di 79 anni, nella sua casa di Chatsworth (Los Angeles). Rudolf Ising morì a causa del cancro il 18 luglio 1992, a Newport Beach, all'età di 88 anni.

## Eredità
Harman e Ising sono poco conosciuti, anche tra alcuni appassionati di animazione. Anche se contribuirono a molto di quello che in seguito sarebbe stato conosciuto come lo stile Disney, vennero respinti come semplici imitazioni. In realtà, Harman e Ising non tentarono mai di imitare Disney; tentavano di rendere raffinati cartoni animati lucidi la cui qualità sarebbe brillata al confronto con il lavoro degli altri. I loro ripetuti tentativi di fare cartoni animati di qualità e il loro rifiuto di essere vincolati dai budget portò a numerosi contenziosi con i loro produttori. A causa di questo, non furono in grado di creare personaggi duraturi, creando invece gli studios che avrebbero poi prodotto questi personaggi.